# Selîșce, Snovsk
Selîșce (în ucraineană Селище) este un sat în comuna Turea din raionul Snovsk, regiunea Cernihiv, Ucraina.

## Demografie
Componența lingvistică a localității Selîșce
     Ucraineană (100%)
Conform recensământului din 2001, toată populația localității Selîșce era vorbitoare de ucraineană (100%).